# Werrabrücke Vacha
Die Werrabrücke Vacha, seit 1990 auch Brücke der Einheit genannt, ist eine 225 Meter lange Steinbogenbrücke aus dem Mittelalter, die das thüringische Vacha mit dem hessischen Philippsthal verbindet und die Werra überspannt. Zu Zeiten der Teilung Deutschlands lag die Brücke unmittelbar auf der Innerdeutschen Grenze, was sie nach 1990 zu einem Symbol der Wiedervereinigung Deutschlands machte.

## Konstruktion 21. Jahrhundert

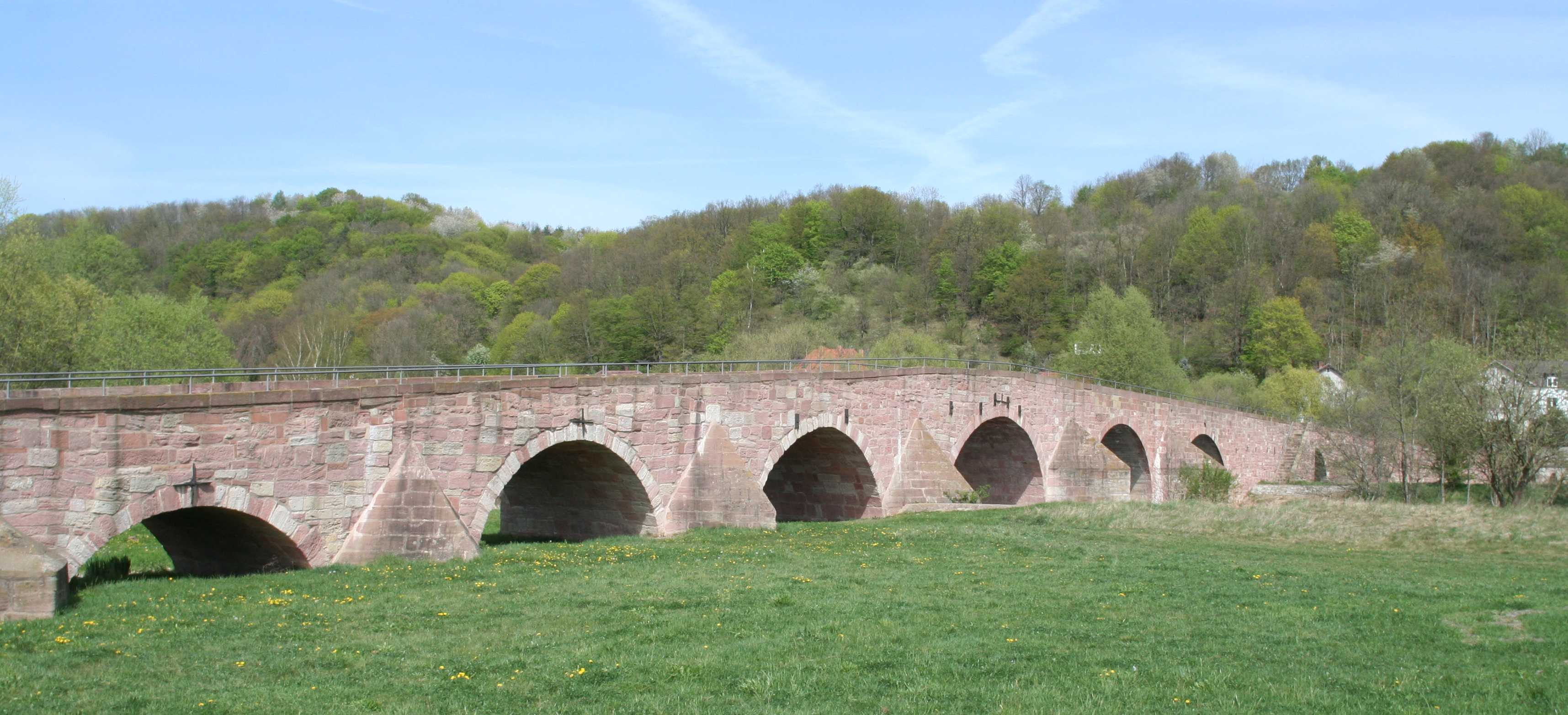
Ostseite der Brücke

Die 225 m lange Brücke besteht aus Natursteinmauerwerk und hat elf Bögen im Vorlandbereich und drei Bögen über der Werra. Die lichten Weiten betragen im Vorlandbereich zirka 5 m und maximal 9,6 m im Flussbereich, bei Pfeilerachsabständen von höchstens 14 m. Die Breite zwischen den Brüstungen ist 5,5 m. Die Konstruktionshöhe des Mauerwerkbogens im Bogenscheitel ist 0,5 m und nimmt auf 0,65 m im Kämpfer zu.
Zum Erreichen der bis 1974 vorhandenen Flussinseln wurden zwei Treppen erbaut (1696 genannt), von denen nur noch jene an der Ostseite (Oberstrom) begehbar ist. Das an der Westseite (Unterstrom) gelegene Rondell hatte bis in die erste Hälfte des 19. Jahrhunderts ein Pendant direkt gegenüber. Genau an dieser Stelle befindet sich seit dieser Zeit der sagenumwobene Kopfstein. Seit den 2010er Jahren wird das Bauwerk als Fuß- und Radwegbrücke genutzt.

## Geschichte
Der Vachaer Werraübergang ist einer der Fixpunkte der uralten Straße, die das Rhein-Main-Gebiet auf kürzestem Weg über das Thüringer Becken mit dem Raum um Leipzig verband. Diese Route wird bereits 786 nördlich der Werra als „hoha strazza“ erwähnt. Als Geleitsort erscheint Vacha um 1145/68 im Reinhardsbrunner Epistolarcodex.

### Zweiteilige Brücke bis 1603
Im Jahr 1186 wurde erstmals eine Werrabrücke als Teil des später als Via Regia bezeichneten Handelswegs von Frankfurt am Main nach Leipzig erwähnt: „super ripam fluminis Werraha secus pontem Fuldensis opidi, quod Vache vocatum est“ [Am Ufer der Werra bei der Brücke der fuldaischen Stadt Vacha] Sie diente damals den wichtigsten Landesherrn aus Hessen und Thüringen als Verhandlungsort. Anwesend waren:

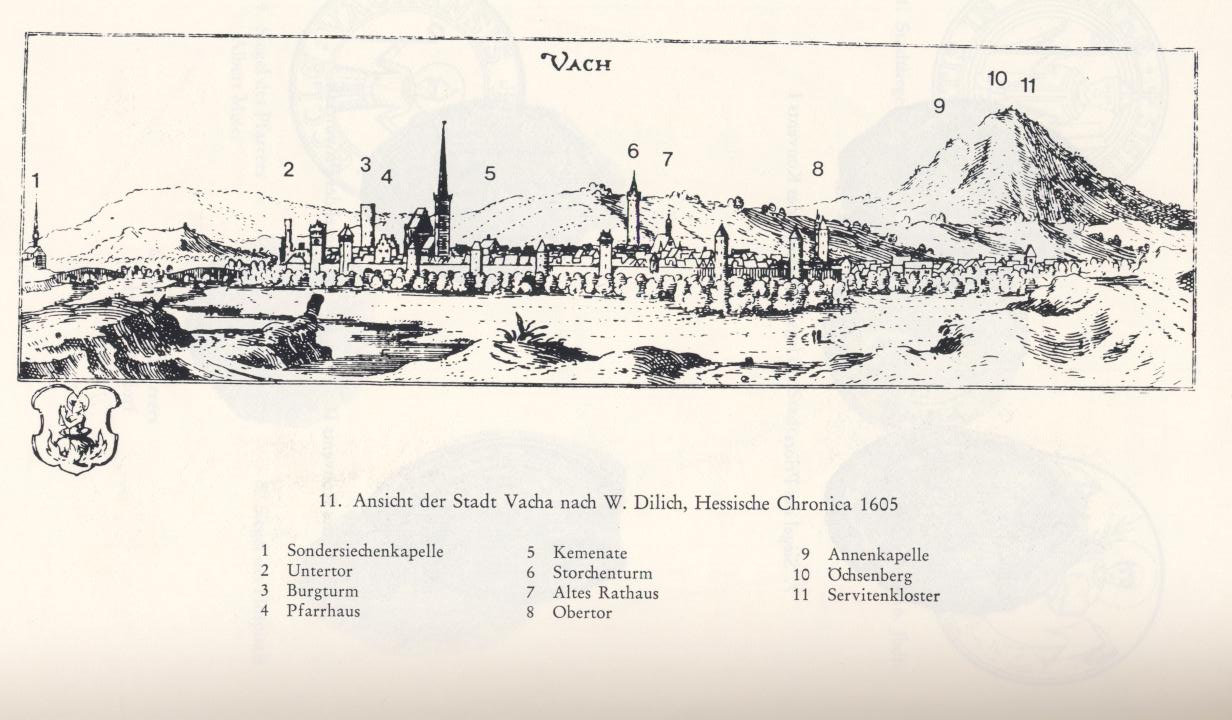
Westseite der Stadt Vacha mit Ansicht der zwei Steinbrücken, dargestellt von Dilich

- Landgraf Ludwig III von Thüringen,
- Graf Poppo von Henneberg,
- Abt Konrad II von Fulda,
- Abt Hermann von Reinhardsbrunn,
- Abt Siegfried von Hersfeld,
- Pfalzgraf Hermann von Sachsen

sowie viele Angehörige des niederen Adels.
Ursprünglich handelte es sich um zwei, wahrscheinlich steinerne Brücken, die 1342 durch das Magdalenenhochwasser teilweise zerstört wurden. Zu den Vorgängen und dem folgenden Wiederaufbau existiert keine zeitnahe Überlieferung. Die Geschehnisse hatte der Eisenacher Geschichtsschreiber Johannes Rothe (um 1365–1434) erstmals erwähnt: „Zu Vache zu brach is die steynen brucken“. Cyriacus Spangenberg berichtete 1585 in seiner Sächsischen Chronik „Die Werra … zerbrach zu Fach Brücken und Wege/Steige und Stege“. Bei Wilhelm Dilich steht 1605 in der Hessischen Chronik: „Jahrs 1342 hat die Werra durch ihr anlauffen die brück zu Vach umbgeworffen.“ Matthias Merian schrieb 1646: „Es hat Anno 1342 die Werra / darüber jetzt ein steinerne Brück gehet / durch ihr Anlauffen die Brück umbgeworffen“.
Die Formulierung – „darüber jetzt ein steinerne Brück gehet“ – hatte die nachfolgenden Chronisten zur Annahme veranlasst, dass vorher keine massive, sondern eine hölzerne Brücke vorhanden war. So zuerst anzutreffen bei Johann Just Winkelmann 1697 und von Wilhelm Ernst Eberhardi 1841 in die Vachaer Geschichtsschreibung übernommen.
Das später Sondersiechenhaus genannte Hospital des Klosters Kreuzberg (Philippsthal) wurde 1279 erwähnt. Es befand sich am Nordende der kleinen Brücke am Siechenberg.
Im Jahr 1303 wurden dem benachbarten Kloster Kreuzberg Äcker auf der Flussinsel Wert bei der Brücke vermacht: “agros nostros sitos ex alia pontis qui vulgariter dicuntur der wert” (deutsch: „unsere Äcker, die auf der anderen Seite der Brücke liegen und gemeinhin der Wert genannt werden [ sinngemäße Übersetzung].“)
Zwischen Stadtmauer und Brücke war 1325 der Standort des städtischen Hospitals angegeben: „extra muros oppidi nostri Vach pontem siti“ [außerhalb der Mauern unserer Stadt Vacha an der Brücke gelegen] Und im Jahr 1327 wird von Häusern bei der stadtseitigen größeren Brücke „in longo ponte“ berichtet.
Bis 1346 war das Bauwerk als steinerne Brücke wiederaufgebaut. Im Jahr 1394 wurde die nördliche kleine Steinbrücke urkundlich erwähnt „by Vache gein der cleinn steinbrückin ubir an dem sichin berge“ [gegenüber der kleinen Steinbrücke bei Vacha am Siechenberg]. Schon in der ersten überlieferten Stadtrechnung von 1484 wird von Reparaturen an der Brücke berichtet. Im Jahr 1527 ist zu lesen: „11 schog 2 gnacken Claus Horningen ausgeben uff das gedingts etlicher ausgehauben stein im Brechhaus, welche nun forther an der Werhebroeckenn vorarbeithett werden sollenn“ [11 Schock, 2 Groschen (hat) Claus Horningen ausgegeben für etliche ausgehauene Steine im Brechhaus, welche nun ferner an den Werre-Brücken verarbeitet werden sollen]. Wilhelm Dilich zeichnete 1591 Stadt und beide Brücken und überarbeitete dies zu dem Stich von 1605 (siehe Bild).

### Einteilige Brücke ab 1603
Wilhelm Dilich schilderte in der chronikalischen Beschreibung Vachas noch zu 1591 die Zweiteiligkeit des Bauwerkes: „Tum vero Facum alluens duplicem pontem lapideum insula facta perlabitur“ (Anschließend fließt sie [die Werra] an Vacha vorbei und zwar unter einer zweigeteilten Steinbrücke, da sie dort eine Insel gebildet hat).
Ein Schlussstein des auf der Insel errichteten Zwischenstückes trägt die Jahreszahl 1603 (siehe Bild). Demnach ist die Verbindung zu einer nunmehr siebzehnbogigen Brücke zwischen 1591 und 1603 geschehen.
Ein Blick vom Kirchturm der Johanneskirche zeigt die Knicke im Bauwerk, die die beiden alten Brücken markieren.
Während des Dreißigjährigen Krieges wurde die Werrabrücke bei feindlichen Durchzügen beschädigt. 1640 lagen kaiserliche Truppen in den Werrawiesen vor Vacha, die das Bauwerk reparierten. Darunter befand sich auch Peter Hagendorf, ein Söldner, der ein bekanntes Kriegstagebuch verfasst hat.
Nach Teileinstürzen folgten Reparaturen und Umbauten, welche die Anzahl der Bögen letztendlich auf 14 Durchlässe verminderten. Änderungen gab es beispielsweise 1696, 1753 und abschließend von 1802 bis 1806. Der Kostenvoranschlag des Maurermeisters Mathias Matday zu Buttlar von 1696 ist überliefert. Darin werden erhebliche Schäden festgestellt. Der zwölfte Bogen (von der Stadtseite her) war ganz eingefallen. Das Gewölbe des sechsten Bogens musste ausgebrochen und neu aufgerichtet werden, ebenso der Unterbau der beiden Treppen und viele Pfeiler. Auch die Brüstung (Umlauf) war auf der gesamten Länge des Bauwerks auszubessern. Vom 25. bis 28. Oktober 1813 erfolgte der Rückzug der bei der Völkerschlacht bei Leipzig geschlagenen französischen Armee über Vacha. Napoleon Bonaparte selbst traf am Abend des 27. Oktober von Eisenach kommend in Vacha ein und stieg in der Widmarckt (heute Rathaus) ab. Die Truppen stauten sich an der Brücke über die gesamte Breite des Talgrundes bis zum Nachbarort Oberzella zurück. Abhilfe wurde dadurch geschaffen, dass die Kavallerie die unterhalb der Brücke gelegene Furt benutzte.

### Entwicklung im 20. und 21. Jahrhundert
Anfang des 20. Jahrhunderts war das Bauwerk Teil der Reichsstraße 84. Im Frühjahr 1945, während des Zweiten Weltkriegs, wurden zwei Bögen gesprengt, deren Wiederaufbau erfolgte 1950/1951 in Stahlbeton mit Sandstein-Verblendung.
Wegen des Verlaufs der Innerdeutschen Grenze im Bereich der Brücke war das Bauwerk in den folgenden Jahrzehnten bis zur Grenzöffnung zwischen Vacha und Philippsthal am 12. November 1989 gesperrt. Direkt an der Brücke, am nördlichen Ufer, im Gebiet der hessischen Gemeinde Philippsthal, liegt das Haus Hoßfeld.
Seit dem 3. Oktober 1990 heißt das Bauwerk auch Brücke der Einheit. In den Jahren 1993 und 1994 erfolgte unter Berücksichtigung der Denkmalpflege eine umfangreiche Instandsetzung.

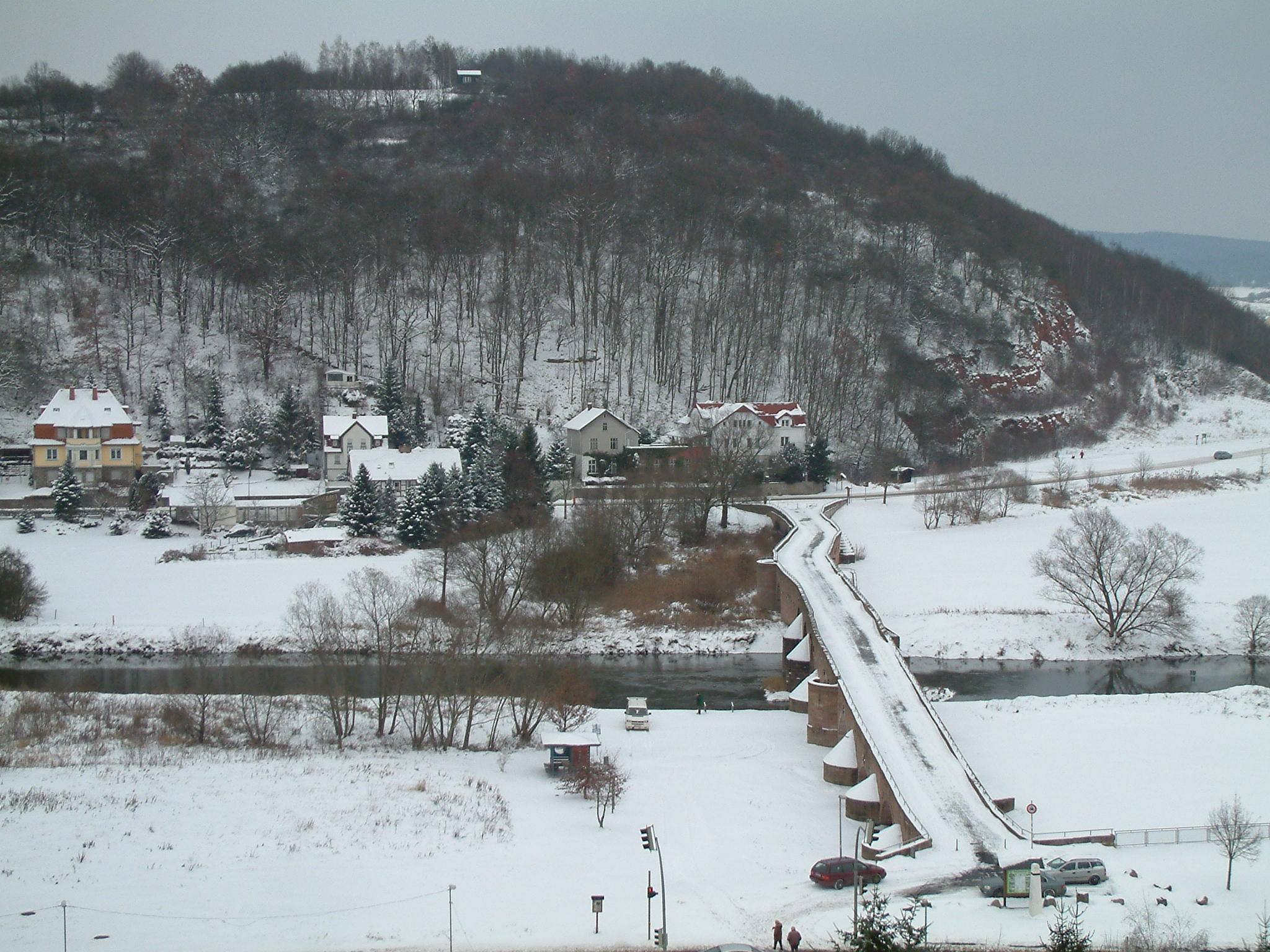
Blick auf Werrabrücke und Siechenberg vom Kirchturm (2010); Die Knicke im Bauwerk markieren die beiden alten Brücken.

Seit 2003 führt der ökumenische Pilgerweg Görlitz-Vacha über die Werrabrücke. Hier schließt der Rhönklub-Jakobsweg durch die Rhön in Richtung Fulda an.
Am 9. November 2014 fand anlässlich des 25. Jahrestags des Mauerfalls in Berlin eine Feier in Vacha und Philippsthal statt. Dazu gehörte auch eine Wanderung über die Brücke der Einheit, angeführt von der Bergmannskapelle Unterbreizbach und den zu diesem Zeitpunkt amtierenden Ministerpräsidenten Volker Bouffier aus Hessen und seiner Amtskollegin Christine Lieberknecht aus Thüringen unter Teilnahme einer großen Anzahl an Bürgern und Besuchern beider Orte. Dieses Ereignis wurde im Fernsehen übertragen.

### Steinmetzzeichen an der Brücke

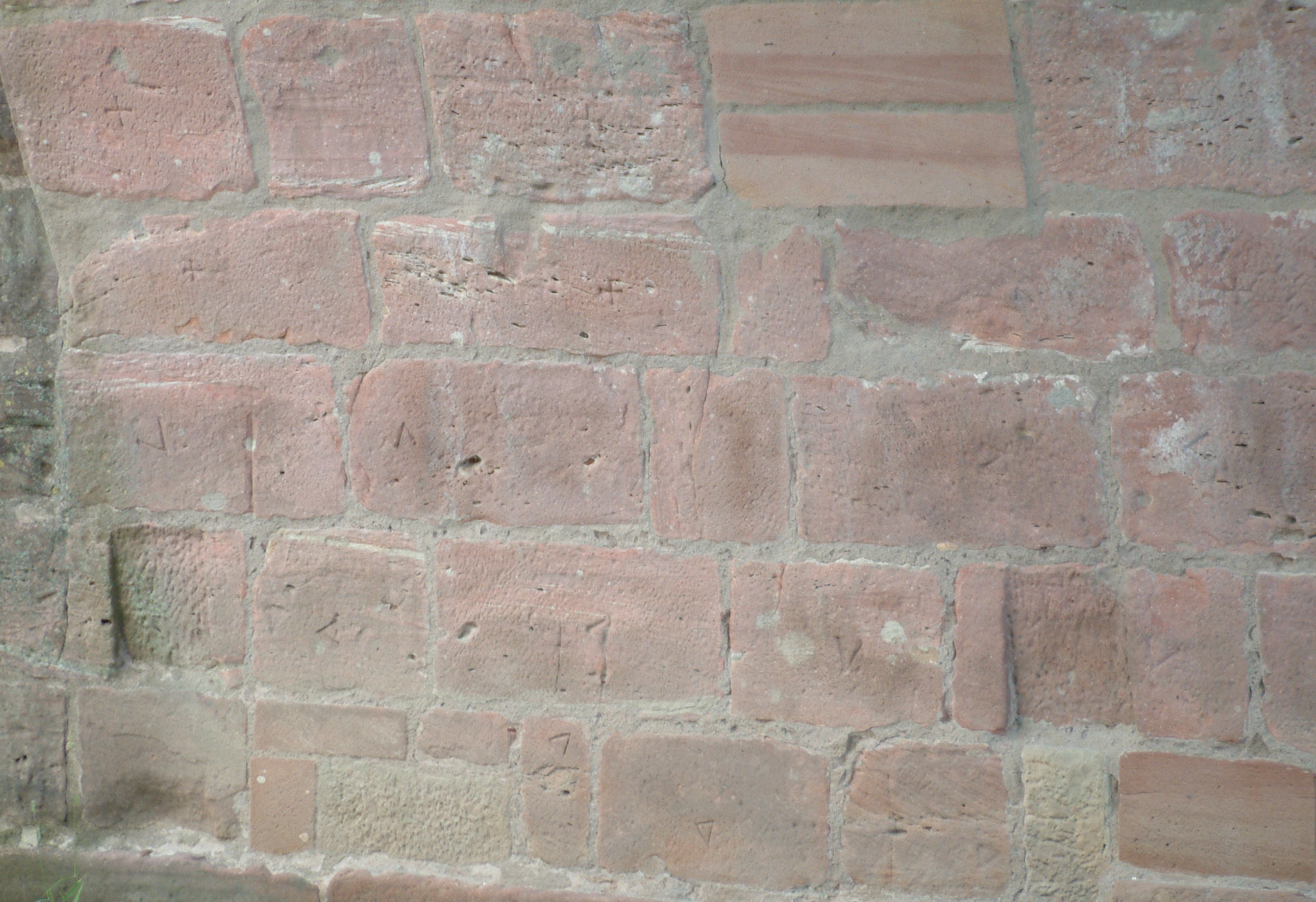
Steinmetzzeichen an einem Bogen der Werrabrücke

Zahlreiche Steinmetzzeichen haben sich im Bereich der alten großen Brücke erhalten. Besonders zahlreich sind sie an den Bögen vier bis sechs. Die Formen sind mit jenen vom Turm der Johanneskirche (Vacha) (erste Hälfte 13. Jahrhundert) und mit jenen vom Turm der Wallenburg bei Trusetal zu vergleichen, dessen Errichtung sicher in die Mitte des 13. Jahrhunderts datiert wird. An den genannten Bauwerken sind einfache Winkel, doppelte Winkelhaken, Kreuze und T-Zeichen vorhanden. Die Zeichen an der Brücke sind fast ausschließlich im unteren aufgehenden Bereich der Bögen zu finden. Ein Hinweis darauf, dass das Mauerwerk noch von der ersten, 1342 zerstörten Brücke stammt.

## Grenzstein

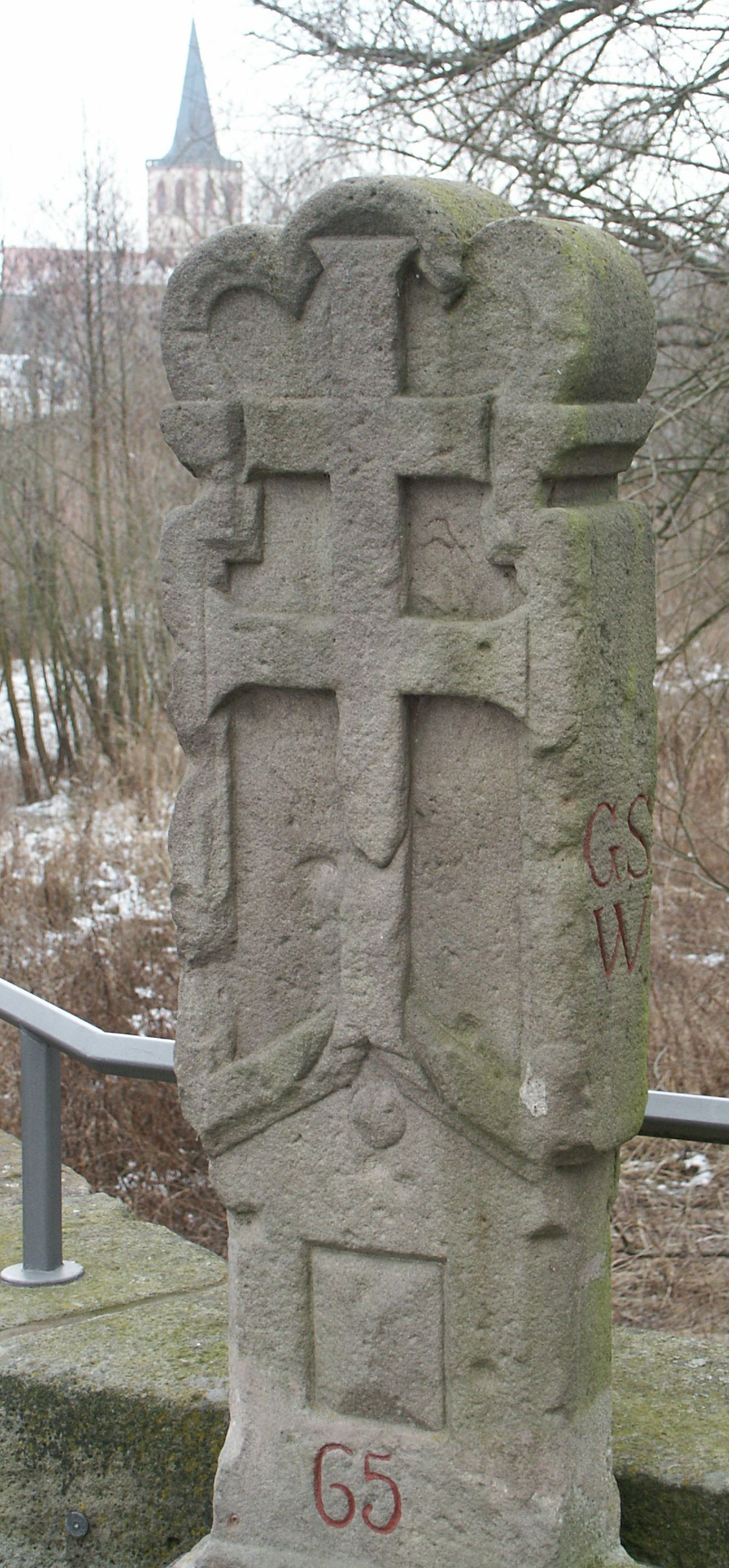
Grenzstein an der Werrabrücke

Vor der nordwestlichen Brückenbrüstung der Werrabrücke steht ein Grenz- beziehungsweise Kreuzstein. Der Stein zeigt noch das Hoheitszeichen der Reichsabtei Hersfeld, die hier an die Reichsabtei Fulda grenzte.
Ein Kreuzstein, der zugleich die Landes- als auch die Geleitsgrenze (auf der Straße zwischen Vacha und Eisenach) markierte, wurde erstmals im 16. Jahrhundert erwähnt. Bereits 1484 findet sich diese Situation bei einem Streitfall zwischen den hessischen und sächsischen Amtsträgern: „… sollich geleitte von der brocken zcu Fache biß gein Ißenach alein uwern forstlichen gnaden und sust nymantz eigen und zcu stehe“. Im Jahr 1590 war der Kreuzstein von Unbekannten zerstört worden. Die beiden Geleitsherren kamen daraufhin überein, sich die entstehenden Kosten bei der Neuerrichtung zu teilen, wobei auch vom Zeitpunkt der Aufstellung berichtet wird: „welches anno (15)62 des Geleitts halbenn zwischen denn … Herzogenn zu Sachssenn unndt Landgraven zue Heßen zum Malzeichen ufgericht“.
Der heutige Kreuzstein wurde um 1700 aufgestellt. Ursprünglich stand er vor der Hoßfeldschen Druckerei (das „Haus auf der Grenze“). Die inzwischen falsch angeordneten Buchstaben GSW (Großherzogtum Sachsen-Weimar) rechts und KP (Königreich Preußen) links belegen ein Versetzen des Steines. Die Buchstaben KP wurden frühestens 1866 hinzugefügt, da die Landgrafschaft Hessen-Kassel erst in diesem Jahr in das Königreich Preußen eingegliedert worden ist.
In den letzten Kriegstagen 1945 wurde der Stein von einem Wehrmachtsfahrzeug umgefahren und daraufhin von der Familie Hoßfeld in ihrem Keller eingelagert. Das Unterteil als Stumpf entfernte man im Sommer 1975, als die Grenzlinie von einem deutsch/deutschen Vermessungstrupp neu eingemessen wurde. Wieder zusammengefügt fanden beide Steinhälften kurzzeitig ab 1976 im Schlosshof Philippsthal ihren Platz. An seinem jetzigen Standort, der nordwestlichen Brückenbrüstung, steht der Stein seit dem 6. Oktober 1994.